# آذر هاشمی
آذر هاشمی (زادهٔ ۱۳۳۲ در آبادان) موسیقی‌دان، نوازنده سنتور و آهنگساز اهل ایران است.

## زندگی هنری
آذر هاشمی در سال ۱۳۳۲ در آبادان متولد شد. در ۱۰ سالگی به هنرستان موسیقی ملی وارد شد و هنرستان را تا دریافت مدرک لیسانس ادامه داد. او پس از فارغ‌التحصیل شدن از هنرستان موسیقی به جهت تکمیل تحصیلات خود راهی کشور اتریش، شهر وین شد و در آنجا علوم آهنگسازی و رهبری گروه کر را به مدت ۸ سال فراگرفت. از جمله استادان او می‌توان به توماس کریستین داوید، فرامرز پایور، محمود کریمی، فرهاد فخرالدینی و حسین دهلوی اشاره نمود. وی در سال ۱۳۸۵ موفق به اخذ مدرک درجه یک هنری (معادل دکتری) از وزارت ارشاد شد. او همچنین بازرس خانه موسیقی ایران است. بهمن ۱۳۸۲، در مراسم اختتامیهٔ نوزدهمین جشنوارهٔ موسیقی فجر، لوح تقدیر، چنگ زرین و ۱۰ سکهٔ بهار آزادی به آذر هاشمی اهدا شد.
در چهاردهمین جشن خانه موسیقی ایران آذر هاشمی به همراه چند بانوی موسیقی‌دان دیگر مورد تجلیل قرار گرفت.

## فعالیت‌های هنری
برخی از فعالیت‌های هنری آذر هاشمی طی سالیان فعالیت او در جایگاه موسیقی دان به شرح زیر است:
- سرپرست ارکستر بانوان (ترنم) صدا و سیما
- مدیر هنرستان موسیقی دختران
- دبیر دوره‌های ششم و هفتم «جشنواره گل یاس»
- همکاری با جشنواره‌های موسیقی شهرداری تهران، محله و شمسه
- رئیس کانون مدرسان خانه موسیقی[۷]
- بازرس هیئت مدیره خانه موسیقی[۸]
- آهنگسازی بیش از ۱۰۰ قطعه موسیقی
- کنسرت در کشورهای مختلف[۹]
- مقام برتر «فستیوال کانبرا» ۲۰۰۰ در استرالیا
- اجرا از طرف سازمان یونسکو با ارکستر سمفونیک پاریس[۱۰]
- همکاری با کانون پرورش فکری کودکان و نوجوانان
- تدریس سنتور
- تجلیل از آذر هاشمی به عنوان بانوی پیشکسوت عرصه موسیقی در چهاردهمین جشن خانه موسیقی[۱۱]
- دریافت «چنگ زرین» از نوزدهمین جشنواره موسیقی فجر
- مدیریت مدرسه هنر و ادبیات (موسیقی) سازمان صدا و سیما[۱۲]
- انتشار آلبوم موسیقی ۶ کاسته آموزشی ردیف‌های «ابوالحسن صبا» انتشارات سروش
- انتشار آلبوم موسیقی کودک «کشاورز پیر»
- انتشار آلبوم موسیقی کودک «چهار داستان»
- انتشار آلبوم موسیقی کودک «خرس قهوه ای»